# Ulaghji
Ulaghji fou un fill de Batu Khan i germà de Sartak Khan, suposat kan de l'ulus de Jotxi (després conegut com a Horda d'Or) i de l'Horda Blanca.
Segons Rashid al-Din al saber-se la mort de Sartak Khan, el gran kan Mongke el va designar kan, sota regència de la seva mare Borakchin, però va morir al cap de pocs mesos i el poder va passar a l'hereu legítim Berke Khan, el fill més gran viu de Batu Khan. Una altra possibilitat és que hagués abdicat a favor del seu oncle, que l'hauria enviat com a delegat a Rússia. Ohsson l'esmenta com a fill de Sartak Khan.
| Ulaghji Casa de Borjigin (Боржигин) (1206–1634) Mort: 1257 |                              |                         |
| Precedit per: Sartak Khan                                  | Khan de l'Ulus of Jotxi 1257 | Succeït per: Berke Khan |
| Precedit per: Sartak Khan                                  | Khan de l'Horda Blanca 1257  | Succeït per: Berke Khan |